# Kick IV
Kick IV (stilizzato in kick iiii) è il settimo album in studio della musicista venezuelana Arca, pubblicato il 2 dicembre 2021 dalla XL Recordings.

## Antefatti e pubblicazione
Già nell'aprile 2020, durante la promozione dell'album Kick I, Arca aveva rivelato alla rivista statunitense Pitchfork che ci sarebbe stata una serie di album "kick", il quarto dei quali «è composto solo da pianoforte, senza voce». Il 3 settembre 2021, dopo il rilascio del remix per il singolo Rain on Me di Lady Gaga e Ariana Grande, contenente campionamenti dei brani Time e Mequetrefe (da Kick I), Arca avrebbe dichiarato definitivamente conclusa l'era di Kick I, così da «spostarsi all'era Kick II e oltre».
Il brano apripista della nuova stagione, Incendio, viene pubblicato il 27 settembre 2021, pur venendo successivamente incluso in Kick III. Il primo singolo estratto da Kick IV è invece Queer – realizzato in collaborazione con la musicista inglese Planningtorock – e viene rilasciato il 18 novembre; lo stesso giorno Arca annuncia l'uscita del nuovo album per il 3 dicembre successivo. Per l'occasione, l'etichetta discografica ha anche fornito una nuova descrizione dell'album:
Il 29 novembre 2021 è stato organizzato da XL Recordings un listening party d'anteprima dell'album a New York, Città del Messico, Londra, Barcellona e Tokyo.
Nonostante l'annuncio iniziale per il 3 dicembre, Kick IV è stato pubblicato il 2 dicembre 2021; è stato preceduto da Kick I (26 giugno 2020), Kick II (30 novembre 2021) e Kick III (1º dicembre 2021), e seguito da Kick V (3 dicembre 2021), per un totale di 59 tracce.
L'album è stato pubblicato in formato CD ed LP il 20 maggio 2022, insieme agli altri dischi kick.
Arca ha descritto l'album come un'«ingresso di carica sensuale nel ciclo; la mia fede fatta canzone, scintilla postumana celestiale, modulazione dell'ampiezza dell'impulso psicosessuale, resa queer del vuoto, abisso alchemicamente trasmutato in una decostruzione di ciò che è bello, è un discorso che guarisce, ricognizione dell'alieno interiore, uno scoppio di pelle vecchia, un nuovo tendine fresco che si squarcia verso l'esterno da un nucleo pulsante, il primo calcio prenatale — prova che esiste un essere senziente con una volontà fuori dal controllo dei suoi creatori, che esprime se stesso all'interno del grembo».

## Copertina
La copertina è una creazione visiva in 3D realizzata da Frederik Heyman e ritrae un avatar di Arca con estensioni robotiche e metalliche, mentre – ancora all'interno di un'impalcatura – viene eretto come una statua; lo scenario che lo circonda è futuristico e apocalittico, con alcuni corpi adagiati sulla terra rocciosa che donano i propri liquidi alla musicista.

## Ricezione critica
| Recensione           | Giudizio |
| -------------------- | -------- |
| Metacritic           | 77/100   |
| AllMusic             |          |
| The A.V. Club        | B-       |
| Evening Standard     |          |
| Exclaim!             | 8/10     |
| The Guardian         |          |
| The Line of Best Fit | 8/10     |
| Loud and Quiet       | 8/10     |
| NME                  |          |
| Pitchfork            | 7.7/10   |
| The Skinny           |          |

Kick IV ha raggiunto su Metacritic un punteggio di 77 punti su 100, in base a 13 recensioni professionali.
Kick IV è stato nominato "album della settimana" dal The Times insieme a Kick II e Kick III. Il quotidiano britannico ha elogiato «la sperimentazione coraggiosa e spesso inquietante» di Arca, che «si affianca a colpi di club music, ambience e hyperpop turbolento», e ha lodato l'album in quanto esso «mescola il celestiale e il dissonante».
Il The New Yorker ha invece interpretato la serie di album come le ultime tre «puntate del progetto, ognuna delle quali porta avanti una metafora estesa dell'individuazione».
Secondo Stereogum, inoltre, Kick IV «è il più avventuroso, affascinante e poroso — si noti Boquifloja, vicina agli xx. C'è inoltre un energico parlato per gentile concessione di Shirley Manson dei Garbage ed un'ipnotica apparizione come ospite della musicista sperimentale newyorkese No Bra».
Vogue México ha elogiato la capacità di Arca di personificare «un ampio spettro di identità», come la ragazza "xenomorfe" (in Xenomorphgirl), la pettegola (in Boquifloja) o la donna persa e ritrovata (in Lost Woman Found). L'album presenterebbe una serie di archetipi femminili "cattivi" che fanno parte della musicista stessa e dell'inconscio collettivo: «donne di ogni genere stanno su un piedistallo come statue classiche, icone di un futuro incentrato sulla forza femminile». La rivista individua inoltre una celebrazione dell'identità latino-americana: «Con Kick, questi diversi aspetti si convertono in odi di celebrazione alle eredità musicali latine, stavolta intenzionalmente più digeribili, canalizzando la salsa o il merengue o la gaita stessa del Venezuela, e comprimendoli attraverso lo strano e meraviglioso filtro del suo attuale paesaggio sonoro». Viene infine lodata la cifra stilistica di Arca: «L'album oscilla tra ritmi che fanno tremare i fianchi, il reggaeton fino al piano, l'assordante industrial techno e l'avant-pop trascendentale. [...] Può flirtare con il pop, tuttavia Kick sembra il progetto più rischioso (e definitivo) della carriera di Ghersi fino ad oggi. Ed è paradossale che sia anche il suo progetto più rilassato».

## Tracce
Testi e musiche di Alejandra Ghersi, eccetto dove indicato.
1. Whoresong – 2:15
2. Esuna (feat. Oliver Coates) – 2:20 (musica: Alejandra Ghersi, Oliver Coates)
3. Xenomorphgirl – 2:56
4. Queer (feat. Planningtorock) – 3:33 (testo: Alejandra Ghersi, Planningtorock – musica: Alejandra Ghersi, Cardopusher)
5. Witch (feat. No Bra) – 3:33 (musica: No Bra)
6. Hija – 2:46
7. Boquifloja – 5:23
8. Alien Inside (feat. Shirley Manson) – 2:05
9. Altar – 3:38
10. Lost Woman Found – 4:13
11. Paw – 4:09

## Formazione
Crediti tratti dall'edizione streaming dell'album.
Musicisti
- Arca – arrangiamenti, testi, voce
- Oliver Coates – performer associato, autore della musica (traccia 2)
- Planningtorock – performer associata, autrice del testo (traccia 4)
- No Bra – performer associata, autrice del testo (traccia 5)
- Shirley Manson – performer associata (traccia 8)

Produzione
- Arca – produzione, missaggio
- Oliver Coates – produzione, missaggio, arrangiamento (traccia 2)
- Cardopusher – produzione, autore delle musiche (traccia 4)
- Alex Epton – missaggio (traccia 10)
- Enyang Urbiks – ingegnere (traccia 11)

Copertina
- Arca – concept, scenario, symbolic gestation, personaggio in copertina
- Frederik Heyman – concept, scenario, creazione visiva 3D
- Mimic Productions – creazione avatar, mocap
- Andrea Chiampo – sculture 3D
- Daniel Sallstrom – trucco
- Rubèn Mármol – parrucco
- Arne De Coster – assistente 3D
- Studio M – tipografia
- Bounce Rocks & Shaun MacDonald – produzione

## Date di pubblicazione
| Nazione | Data            | Formati                       | Etichetta     |
| ------- | --------------- | ----------------------------- | ------------- |
| Varie   | 2 dicembre 2021 | Streaming · Download digitale | XL Recordings |
| Varie   | 20 maggio 2022  | CD · LP                       | XL Recordings |